# Saint-Hilaire-de-Riez
 Saint-Hilaire-de-Riez  es una población y comuna francesa, en la región de Países del Loira, departamento de Vendée, en el distrito de Les Sables-d'Olonne y cantón de Saint-Gilles-Croix-de-Vie.

## Demografía
| 4038 | 4339 | 5028 | 6041 | 7416 | 8761 |
| Para los censos de 1962 a 1999 la población legal corresponde a la población sin duplicidades (Fuente: INSEE [Consultar]) |      |      |      |      |      |